# Le Chesne (Ardennes)
Le Chesne is een plaats en voormalige gemeente in het Franse departement Ardennes in de regio Grand Est en telt 939 inwoners (1999).

## Geschiedenis
Le Chesne was de hoofdplaats van het gelijknamige kanton tot dit op 22 maart 2015 werd opgeheven en de gemeenten werden opgenomen in het kanton Vouziers. Op 1 januari 2016 fuseerden Les Alleux, Le Chesne en Louvergny tot de commune nouvelle Bairon et ses environs, waarvan Le Chesne de hoofdplaats werd. De nieuwe gemeente maakt, net als de gefuseere gemeenten, deel uit van het arrondissement Vouziers.

## Geografie
De oppervlakte van Le Chesne bedraagt 23,8 km², de bevolkingsdichtheid is 39,5 inwoners per km².
De onderstaande kaart toont de ligging van Le Chesne (Ardennes) met de belangrijkste infrastructuur en aangrenzende gemeenten.
Het Canal des Ardennes steekt de waterscheiding tussen Maas en Aisne over nabij Le Chesne. Het kanaal bereikt hier een hoogte van 165 meter. Ten zuiden van Le Chesne is de waterscheiding opmerkelijk hoger (cuesta van de Argonne).

## Demografie
Onderstaande figuur toont het verloop van het inwonertal (bron: INSEE-tellingen).

Vanwege een beveiligingsprobleem met de MediaWiki Graph-software is het momenteel niet mogelijk deze grafiek weer te geven. Zodra de software is bijgewerkt zal de grafiek vanzelf weer zichtbaar worden.

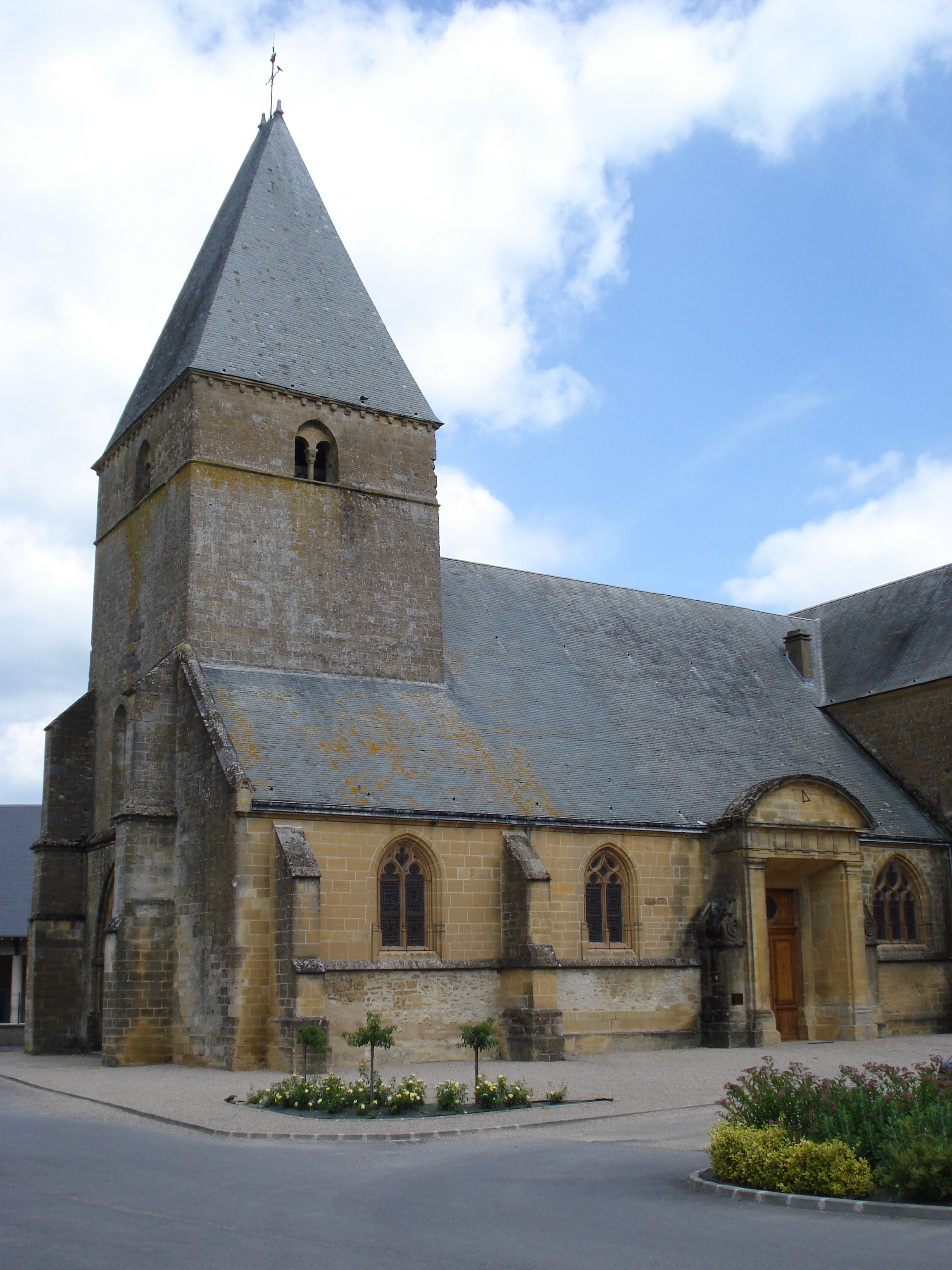
Kerk van Le Chesne
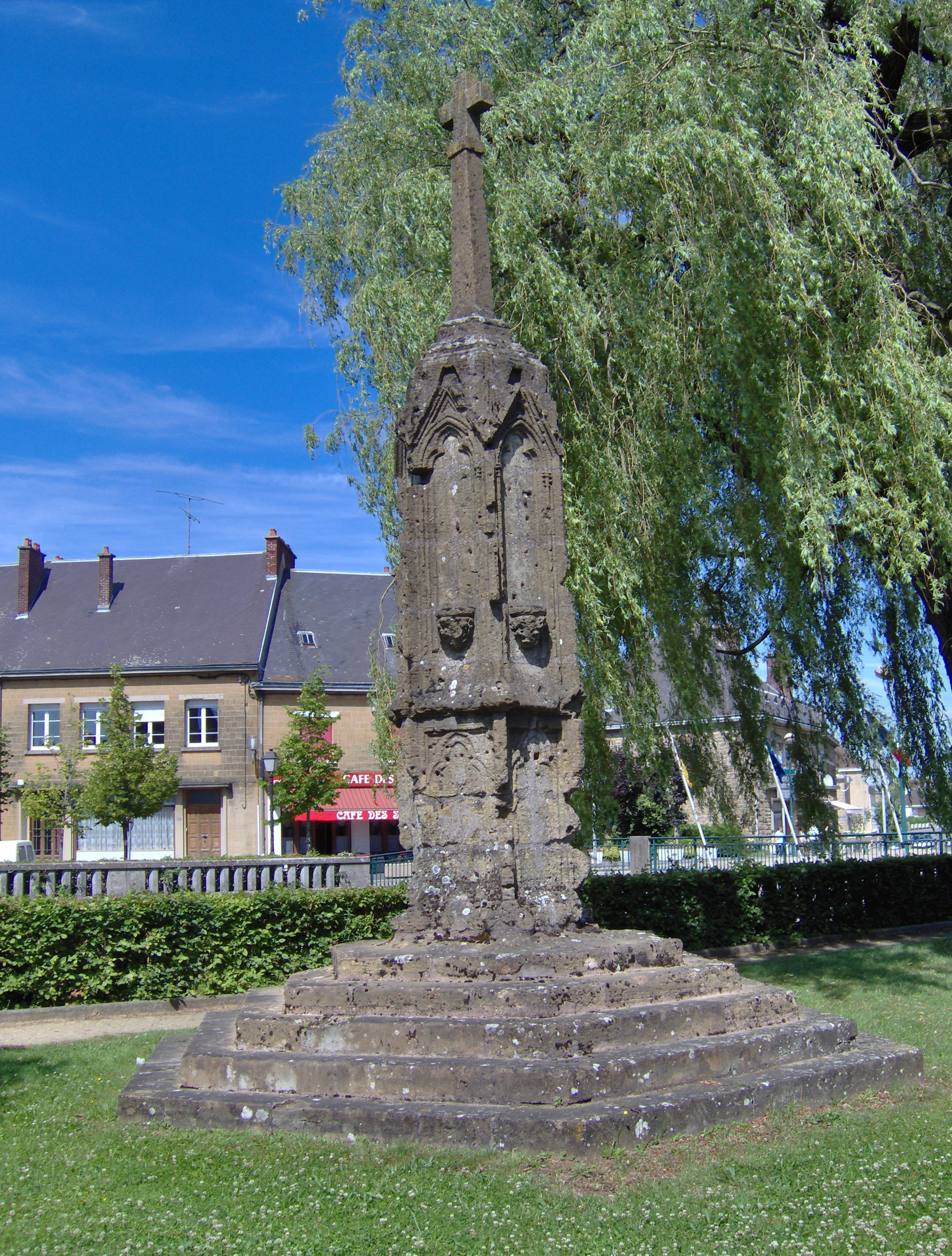
Calvariekruis van Le Chesne, historisch monument,